# Großwechsungen
Großwechsungen ([ɡʁoːsˈvɛksʊŋən] ⓘ) ist ein Ortsteil der Gemeinde Werther im Landkreis Nordhausen in Thüringen in Deutschland. Der Ort beging im August des Jahres 2015 sein 960-jähriges Bestehen.

## Geographie
Der Ort Großwechsungen liegt im fruchtbaren Tal der Helme, im Nordhäuser Buntsandsteinland, einer Region des Nordthüringer Hügellandes.

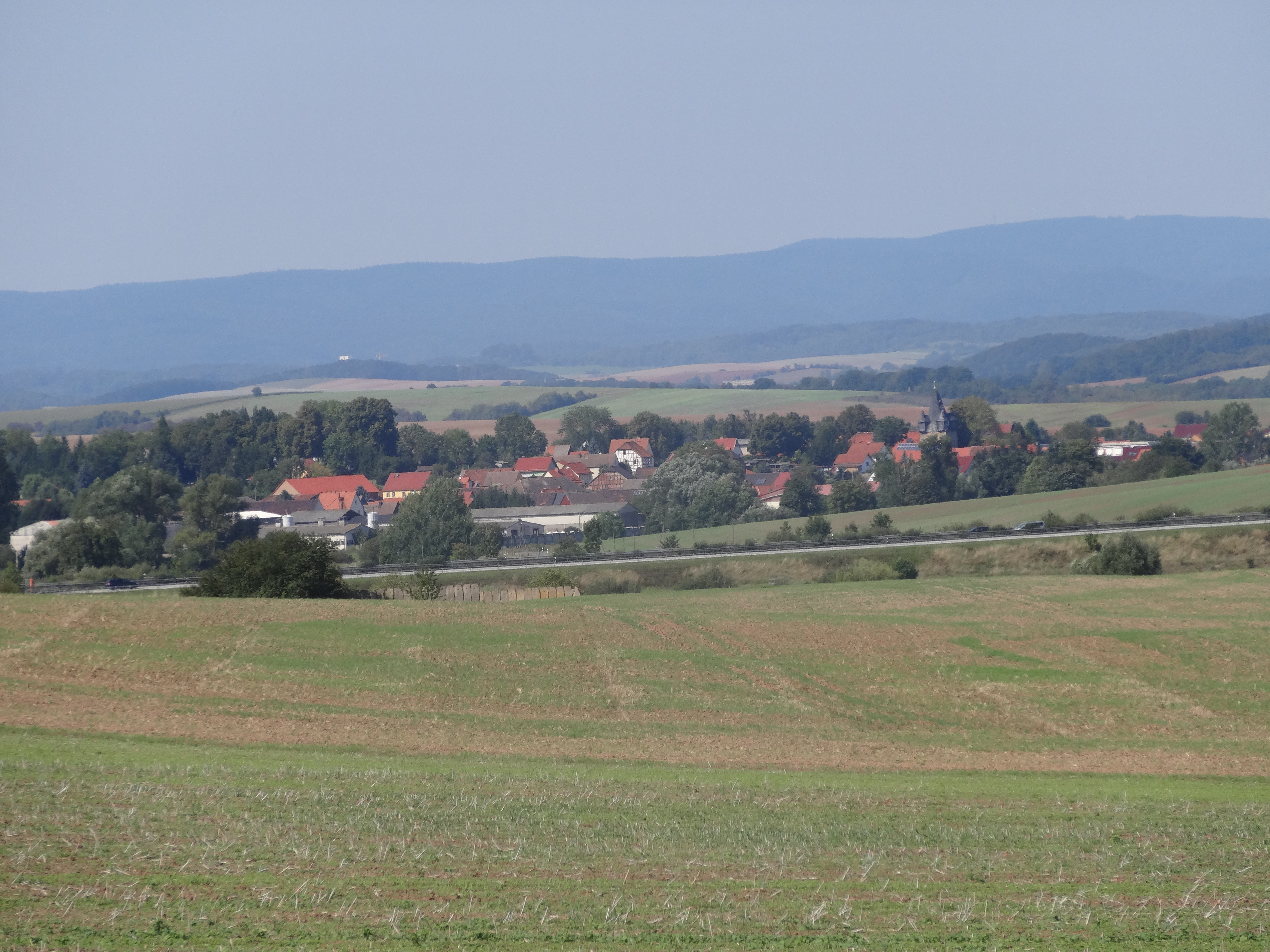
Der südliche Teil des Ortes mit der Kirche St. Peter und Paul und den Bergen des Harzes im Hintergrund

Nachfolgend sind die Nachbarorte sowie die nächstgelegenen Städte angegeben. Alle Entfernungen sind per Luftlinie gemessen.
| Haferungen (3 km) Bad Sachsa (Stadt) (15 km) 0 | Flarichsmühle (1 km) Ellrich (Stadt) (11 km) 0 | Kleinwechsungen (2,5 km) 0                                                                             |
| Immenrode (3,3 km)                             | Kompassrose, die auf Nachbargemeinden zeigt    | Hesserode (3 km) Nordhausen (Stadt) (7 km)                                                             |
| Kehmstedt (6 km) Bleicherode (Stadt) (10 km)   | Mörbach (4,6 km) Pustleben (5 km)              | Kleinwerther (3,6 km) Großwerther (Sitz der Gemeindeverwaltung) (4,7 km) Sondershausen (Stadt) (18 km) |

### Berge
Als höchste Erhebung gilt der Strutberg (278,2 m ü. NN) im Westen der Gemarkung. Erwähnenswert sind ferner der Schernberg (291,7 m ü. NN, südlich), der Sonnenberg (241,3 m ü. NN, südwestlich), der Riethberg (238,9 m ü. NN, östlich), der Wiestädter Steinberg (238,4 m ü. NN, westlich) und der Haferunger Berg (228,5 m ü. NN, nordwestlich). In Klammern ist jeweils die Höhe und Lage der Erhebungen von Großwechsungen aus gesehen.

### Gewässer

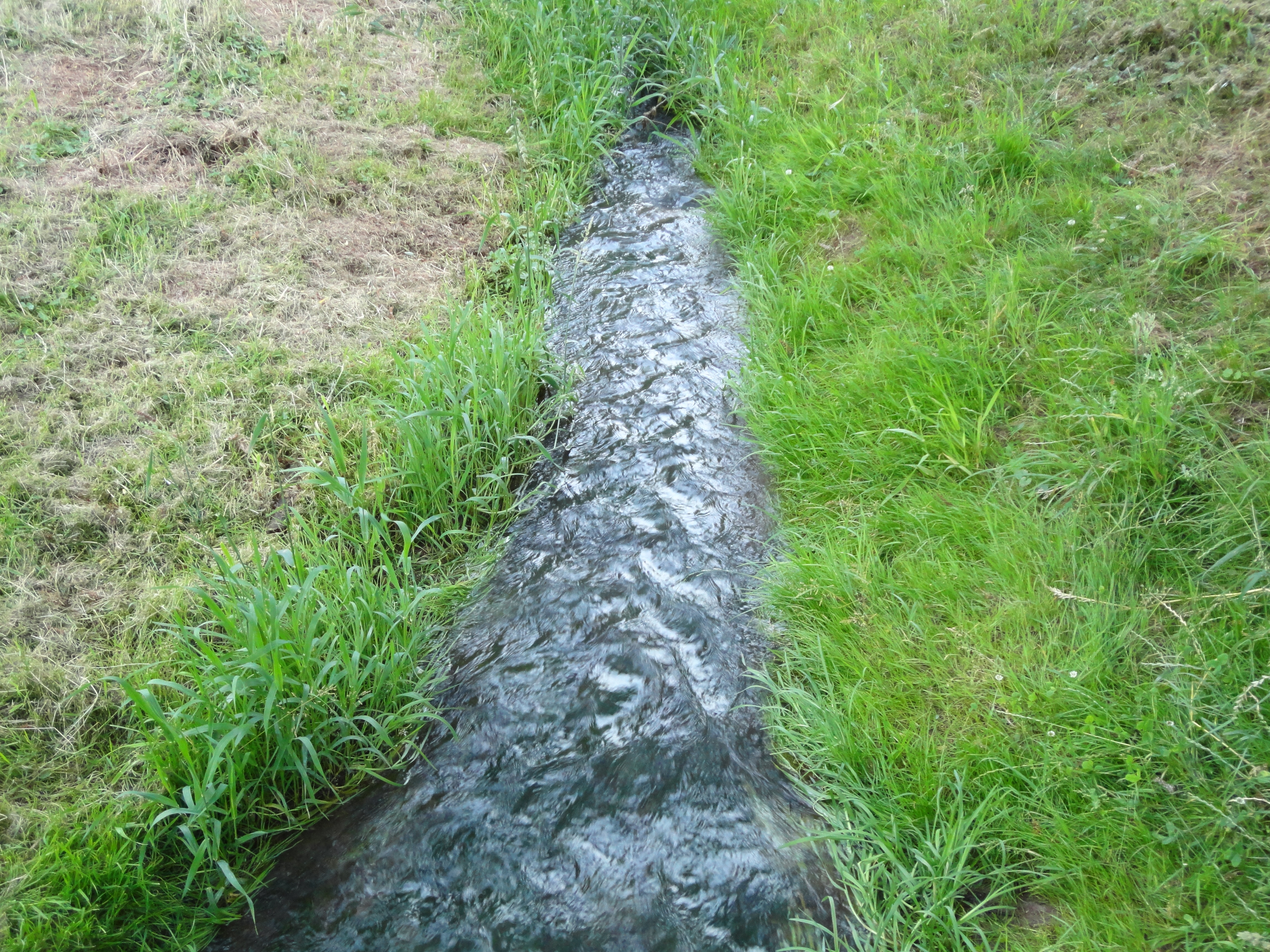
Der Röstegraben im Ortskern von Großwechsungen

Durch Großwechsungen fließt der Röstegraben als rechter Zufluss der Helme.
In Großwechsungen befinden sich außerdem noch weitere Quellen mit geringer, aber ganzjähriger Schüttung wie z. B. der Buchborn.

### Verkehr
Durch den Ort verläuft die L 2070, welche am Weiler Schern von der L 3080 (welche vor der Herabstufung die Bundesstraße 80 darstellte) abzweigt und im nördlichen Teil des Dorfes in die K 4 übergeht. Die K 4 führt zum Knotenpunkt Großwechsungen der ab hier vier streifig Ausgebauten B 243, welche unweit an der Anschlussstelle 9 in die A 38 einmündet. Großwechsungen ist somit gut an das Bundesfernstraßennetz angebunden. Die L 2070 führte vor deren Umwidmung in eine Gemeindestraße weiter in Richtung Kleinwechsungen, durch das bis 2012 die B 243 führte. Sie dient heute nur noch dem regionalen Straßenverkehr.
Nördlich von Großwechsungen an der heutigen B 243 finden sich Überreste der nie eröffneten Helmetalbahn.
Die Buslinien 25, 26, 261 und 262 der Verkehrsbetriebe Nordhausen verbinden Großwechsungen mit den umliegenden Orten, der Kreisstadt und dem Bahnhof Nordhausen.

## Klima
| Der Jahresniederschlag beträgt 576 mm und liegt damit im unteren Fünftel der von den Messstellen des Deutschen Wetterdienstes erfassten Werte. Nur 16 % zeigen niedrigere Werte an. Der trockenste Monat ist der Oktober; am meisten regnet es im Juni. Im niederschlagreichsten Monat fällt ca. 1,9mal mehr Regen, als im trockensten Monat. Die jahreszeitlichen Niederschlagschwankungen liegen im unteren Drittel. In 28 % aller Orte schwankt der monatliche Niederschlag weniger. |

## Geschichte
1204 wurde ein Werner von Wechsungen genannt. Sein Sitz war wohl innerhalb des jetzigen Ortes auf der Stelle eines kleinen Turmhügels, auf dem sich eine Burg befand. Sie diente zur Sicherung des von Nordhausen nach Westen in Richtung Duderstadt führenden Weges. Nur noch spärliche Reste der Turmhügelburg (Motte) sind vorhanden.
Rings um den Ort befanden sich die jetzt als Wüstungen bekannten Siedlungen Unkerode, Klübingen, Lengsfeld und Wiestädt.
Eine weithin bekannte Ausspanne war das Gasthaus Am Schern.
Der größte Teil der Flur war im Besitz von fünf Rittergütern. Das Dorf Großwechsungen zählte um 1840 laut einer statistischen Untersuchung 4 katholische und 1085 evangelische Einwohner. Es wurden weiterhin 134 Wohnhäuser, 284 Stallungen und Scheunen, ein Dorfkrug und eine Schule erwähnt. Ein Lehrer unterrichtete die schulpflichtigen 87 Knaben und 92 Mädchen. Als Gewerbe- und Handwerksbetriebe nennt die Übersicht 58 Leinweber, zwei Bäcker, zwei Schuhmacher, einen Schneider, zwei Tischler, zwei Hausschlächter, zwei Wagner, drei Schmiede, eine Mahlmühle, auch 24 Mägde und 31 Knechte. Zwei Lebensmittelhändler (Victualienhändler) beschafften die benötigten Lebensmittel von außerhalb. Der gesamte Viehbestand umfasste 141 Pferde, 299 Rinder, 1896 Schafe, 73 Ziegen und 291 Schweine.
Die Dorfflur umfasste 5225 Morgen Fläche, die landwirtschaftliche Nutzfläche umfasste davon 3991 Morgen Ackerland, 34 Morgen Gartenland, 193 Morgen Wiese. Ferner wurden 678 Morgen Privatwald sowie 59 Morgen Gemeindewald und 23 Morgen Brachland genannt. Der Ertrag der Felder wurde als schlecht bis mittelmäßig eingeschätzt.
Laut Gruhle bewirtschafteten 1923 Bruno Sonnekalb 109 ha, Heinrich Lücke 125 ha und Franz Dittmann 143 ha in der Flur des Ortes. Das von Bruno Sonnekalb geleitete Gut wurde 1945 entschädigungslos enteignet und als Landes- und Volkseigenes Gut weitergeführt. Erster Bürgermeister nach dem Zweiten Weltkrieg war Artur Spangenberg (SED).
Mit der Auflösung der Verwaltungsgemeinschaft Helmetal kam die einstmals eigenständige Gemeinde Großwechsungen am 1. Januar 1997 zur neugebildeten Gemeinde Werther. Letzter Bürgermeister war Rainer Hirdes.
Mit ca. 860 Einwohnern ist Großwechsungen zweitgrößter Ort in der Gemeinde Werther.

## Politik
Bei der Kommunalwahl 2024 wurde Anja Apel von der SPD mit 60,5 Prozent der Stimmen zur Ortsbürgermeisterin gewählt. Der Ortschaftsrat besteht aus sechs Mitgliedern. 

## Kultur und Sehenswürdigkeiten
- die 1517 erbaute evangelische Dorfkirche Peter und Paul mit ihrem charakteristischen Kirchturm.
- das 1662 erbaute Fachwerkpfarrhaus neben der Kirche

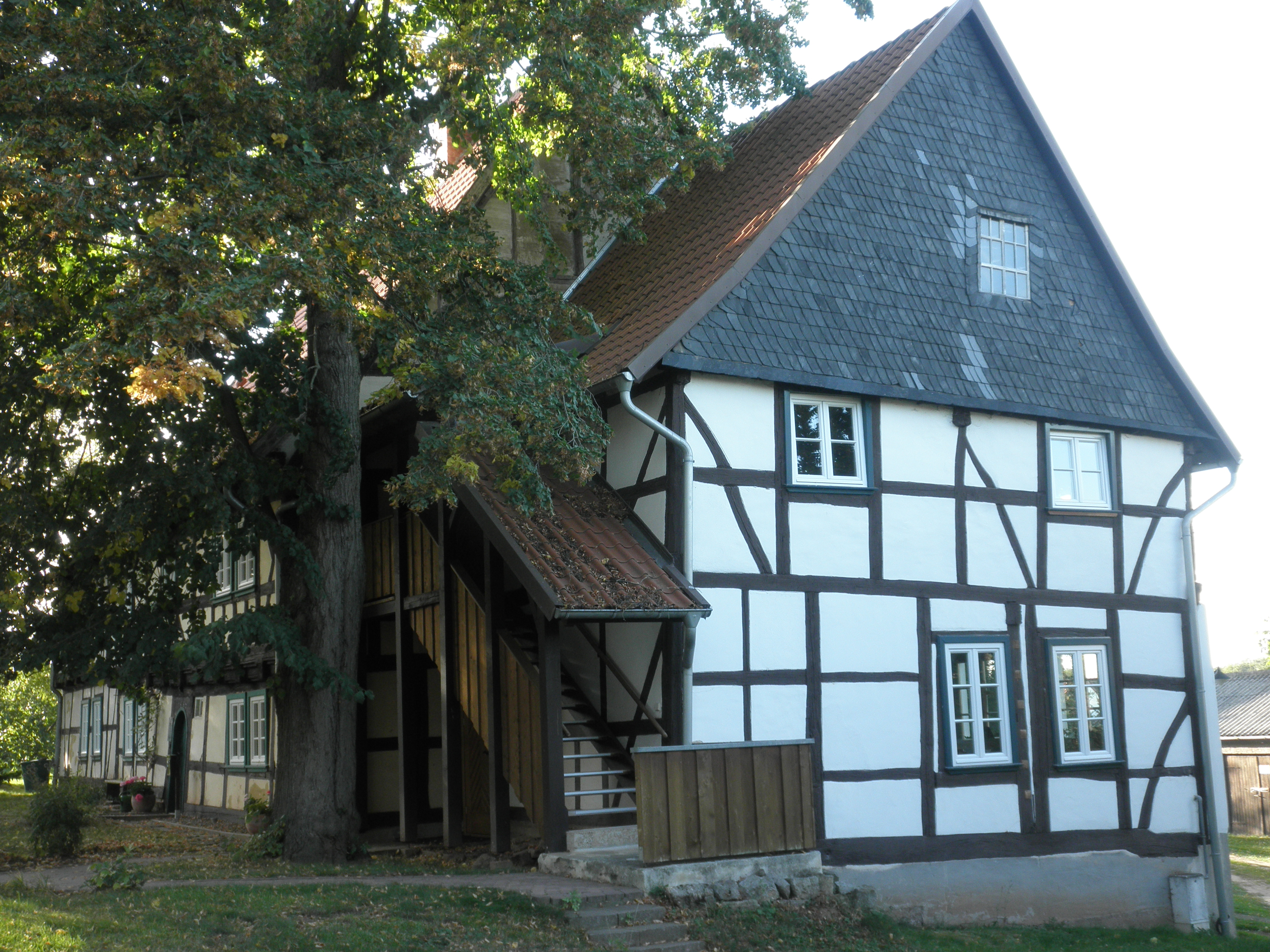
Pfarrhaus in Großwechsungen

- das Naturdenkmal „Großes Seeloch“, etwa 2,5 Kilometer nördlich des Ortes

## Bildung
In Großwechsungen befindet sich die Staatliche Grundschule Werther. Sie wurde in den Jahren 2011–2012 saniert. Die Neugestaltung der Außenfassade wurde 2014 beendet. Außerdem befindet sich eine der zwei Kindertagesstätten der Gemeinde Werther in Großwechsungen.

## Vereine
In Großwechsungen gibt es ein abwechslungsreiches Vereinsleben.

### Fußball
- LSG Blau-Weiß Großwechsungen

### Andere Vereine
- Feuerwehrverein
- Hundesportverein Großwechsungen
- Pinscher-Schnauzer-Klub 1895 e. V., Landesgruppe Thüringen, Ortsgruppe 16/07 Südharz[12]
- Großwechsunger-Carnevals-Club[13]
- Geflügelzuchtvereine
- Reit- und Fahrverein Großwechsungen e. V.
- zum weiteren Vereinsleben von Großwechsungen trägt die Chorgemeinschaft „CANTAMUS“ mit zeitgenössischem Liedgut bei.

### Riesenschnauzer WM
Vom 22. bis zum 25. Oktober 2015 fand in Großwechsungen die ISPU (Internationale Schnauzer Pinscher Union) Riesenschnauzer Weltmeisterschaft statt. Es traten etwa 100 Hundesportler aus 21 Ländern an. Der 860 Einwohner zählende Ort setzte sich gegen Hamburg, Meppen in Niedersachsen und das baden-württembergische Gärtringen durch. Austragungsort war der Sportplatz, welcher vom Fußballverein kostenlos zur Verfügung gestellt wurde. Nebenkosten, wie etwa Strom- und Wasserkosten, übernahm die Gemeinde. Kosten für Preisrichter und Festzelt beliefen sich auf gut 16.000 Euro. Andere Großwechsunger Vereine halfen beispielsweise bei der Realisierung von Abendprogrammen oder der Koordinierung von Parkplätzen. Berichterstattungen der lokalen Presse fanden im MDR Thüringen Journal und der Thüringer Allgemeinen statt.

## Persönlichkeiten
- Friedrich Georg Tuve (1759–1830), evangelisch-lutherischer Pastor